# Stanislav Griga
Stanislav Griga (* 4. listopadu 1961 Žilina) je bývalý slovenský fotbalista, který se v současnosti věnuje trenérské kariéře. Jeho bratr Dušan Griga je bývalý fotbalista MŠK Žilina a AC Sparta Praha.

## Klubová kariéra
Začínal v Žilině, od jara 1980 hrál za A-mužstvo ZVL druhou ligu, za první půlrok dal 6 branek. V další sezoně se s 25 brankami stal nejlepším střelcem soutěže a přestoupil do Sparty Praha, kde zažil svá nejlepší léta.
Při fotbale vystudoval práva, stal se elitním kanonýrem a bez roční vojenské pauzy, kdy hrál za Duklu Praha tu působil až do roku 1989. V sezóně 1985/86 se stal nejlepším střelcem soutěže s devatenácti nastřílenými brankami.
V československé federální lize dal 123 gólů ve 246 zápasech, je tak členem Klubu ligových kanonýrů, přičemž vstup mezi "stovkaře" měl impozantní. V neděli 28. května 1988 v pražském zápase proti Dunajské Stredě (výhra 6:0) vstřelil hned čtyři branky, z nichž ta druhá byla jeho jubilejní stou v nejvyšší soutěži.
Pak působil ještě v nizozemském Feyenoordu Rotterdam a rakouském Rapidu Vídeň.

## Reprezentační kariéra
Za československý národní tým nastoupil ve 34 utkáních (18 výher, 7 remíz a 9 proher) a byl autorem osmi branek. Zúčastnil se MS v roce 1990 v Itálii.

## Trenérská kariéra
Trenérskou kariéru zahájil Griga v MŠK Žilina. Potom působil v Dukle Trenčín, Slovanu Bratislava a u slovenské jednadvacítky. V Česku je znám především jako trenér Slovanu Liberec, který trénoval ve 44 zápasech, ale po závěru sezóny 2004/05 nečekaně oznámil svůj odchod z klubu. Přes léto odjel na meditační pobyt do Indie, kde mu byla sdělena nabídka na převzetí trenérské funkce v AC Sparta Praha po vyhozeném Jaroslavu Hřebíkovi. Nabídku Sparty přijal a podepsal s ní smlouvu do června 2007. Ihned po svém nástupu do funkce trenéra A-týmu musel řešit velký výsledkový a výkonnostní propad, zejména obranných řad.
Vylepšit matné výkony Sparty se mu však příliš nepodařilo. Sparta skončila v sezóně 2005/06 až na 5. místě a účast v Poháru UEFA si musela vybojovat vítězstvím v Poháru ČMFS. Ani další sezónu se výkony a výsledky týmu nezlepšily a Griga byl po porážce s Mladou Boleslaví (3:0) odvolán z postu trenéra Sparty. Spartu trénoval ve 27 ligových zápasech s bilancí 12 výher, 7 remíz, 8 proher a se skóre 38:32. Poté působil jako hlavní trenér Viktorie Žižkov, z níž byl v září 2008 odvolán.
V květnu 2012 se stal společně s Michalem Hippem trenérem A-mužstva slovenské reprezentace poté, co se slovenskému fotbalovému svazu nepodařilo angažovat z Plzně Pavla Vrbu. Oba trenéři byli odvoláni 13. června 2013 po remíze 1:1 s Lichtenštejnskem v kvalifikaci na MS 2014.
Poté byl dva a půl roku bez trenérského angažmá. V prosinci 2015 se stal hlavním trenérem východoslovenského klubu MFK Zemplín Michalovce, nováčka Fortuna ligy 2015/2016, nahradil ve funkci českého kouče Františka Šturmu. Klub zachránil v 1. slovenské lize a v květnu 2016 na lavičce skončil – smlouvu měl pouze na jarní část sezóny.